# Rejon zaiński
Rejon zaiński (ros. Заинский район, tatar. Zäy Rayonı) – rejon w należącej do Rosji autonomicznej republice Tatarstanu.
Rejon leży w środkowo-wschodniej części kraju.
Ośrodkiem administracyjnym rejonu jest miasto Zaińsk, które jednak nie wchodzi w skład tej jednostki podziału terytorialnego, stanowiąc miasto wydzielone. Na terenie rejonu znajdują się 22 wsie.